# Soltannuxa
Soltannuxa (ryska: Солтаннуха) är en ort i Azerbajdzjan.   Den ligger i distriktet Qəbələ, i den centrala delen av landet, 190 km väster om huvudstaden Baku. Soltannuxa ligger 464 meter över havet och antalet invånare är 2 261.
Terrängen runt Soltannuxa är platt västerut, men österut är den kuperad. Närmaste större samhälle är Qutqashen, 11,9 km nordost om Soltannuxa.
Trakten runt Soltannuxa består till största delen av jordbruksmark. Runt Soltannuxa är det ganska tätbefolkat, med 58 invånare per kvadratkilometer.